# Моттола, Анджело
Анджело Моттола (итал. Angelo Mottola; 10 января 1935, Аверса, королевство Италия — 8 октября 2014, Рим, Италия) — итальянский прелат и ватиканский дипломат. Титулярный архиепископ Черчины с 16 июля 1999 по 8 октября 2014. Апостольский нунций в Иране с 16 июля 1999 по 25 января 2007. Апостольский нунций в Черногории с 25 января 2007 по 10 января 2010. 